# Chorus (film)
Pour les articles homonymes, voir Chorus.
Pour plus de détails, voir Fiche technique et Distribution.
Chorus est un film dramatique québécois écrit et réalisé par François Delisle et sorti en 2015.
Le film est projeté dans la section Panorama du 65e Festival international du film de Berlin et est sélectionné, dans la section World Cinema Dramatic Competition, au Festival du film de Sundance 2015.

## Synopsis
Christophe et Irène, qui formaient un couple marié, ont toujours du mal à vivre après l'assassinat de leur fils survenu dix ans auparavant.

## Fiche technique
- Titre : Chorus
- Réalisation : François Delisle
- Scénario : François Delisle
- Producteur : Maxime Bernard, François Delisle
- Montage : François Delisle
- Cinématographie : François Delisle
- Direction artistique : Geneviève Lizotte
- Costumes : Caroline Poirier
- Genre : Modèle:Drame (cinéma)
- Durée : 97 minutes
- Langue : français, espagnol, arabe
- Pays de production : Canada
- Budget : environ 2 millions $ CAN
- Dates de sortie : 
  -  États-Unis : 23 janvier 2015 (Festival du film de Sundance)
  -  Canada : 6 mars 2015

## Distribution
- Sébastien Ricard : Christophe
- Fanny Mallette : Irène
- Geneviève Bujold : Gabrielle, la mère d'Irène
- Pierre Curzi : Jérôme
- Antoine L'Écuyer : Antonin
- Luc Senay : Jean-Pierre Blake
- Didier Lucien : Hervé Laroche